# Casa W. J. McConnell
El Museo de la Casa Histórica Mansión McConnell es una casa histórica en Moscow, Idaho. Fue construida en 1886 para William J. McConnell, quien fue el tercer gobernador de Idaho de 1893 a 1897. McConnell y su familia, incluyendo a Mary "Mamie" McConnell Borah, vivieron en la casa hasta 1897. En 1901, la familia McConnell la vendió a la familia Adair.William Adair, su esposa Losina y sus hijas Lula, Ione "Pinky", Bernadine y Margorie vivieron en la casa hasta que las niñas dejaron el nido. Una vez que sus hijas crecieron, los Adair alquilaron las habitaciones a huéspedes. Uno de ellos fue el Dr. Frederic Cross Church, quien se mudó a la casa en 1920. En 1935, los Adair vendieron la casa a la familia Jackson. Los Jackson continuaron alquilando habitaciones a huéspedes, al igual que los Adair. Los Jackson solo vivieron en la casa un corto tiempo antes de vender la propiedad al Dr. Church en 1940. El Dr. Church era profesor en la Universidad de Idaho y solía alquilar las habitaciones disponibles a estudiantes. Fue el último propietario privado de la Mansión McConnell y legó la casa al condado de Latah tras su fallecimiento en 1966.
Desde 1968, la Sociedad Histórica del Condado de Latah ha administrado la Mansión McConnell en nombre del Condado de Latah. La casa abrió sus puertas como museo en 1970.
El edificio fue diseñado en el estilo arquitectónico Stick/Eastlake. Está incluido en el Registro Nacional de Lugares Históricos desde el 21 de noviembre de 1974. 